# Museu Ariana
O Museu Ariana, situado no parque do mesmo nome em Genebra, é o museu Suíço da cerâmica e do vidro.

## O museu
Gustave Revilliod de la Rive coleccionador e mecenas e último descendente da família "'de la Rive'", fez construído entre 1877 et 1884 um museu privado, em memória de sua mãe, destinado a receber as suas colecções de cerâmica, pintura, escultura, moeda, etc. De estilo renascença a sua arquitectura faustosa, a sua cúpula  estrelada e as colunas do átrio da entrada, constituem uma particularidade entre os outros museus da cidade.
O museu, que é um dos mais antigos da cidade,  torna-se por testamento depois da sua morte em 1890, propriedade cidade. Hoje  incluí também o Academia Internacional da Cerâmica (AIC) - uma associação fundada em 1952 - assim como o Museu Suíço da cerâmica e do Vidreo .  
O museu é um dos mais importantes da Europa consagrado exclusivamente á cerâmica e ao vidro com um conjinto de mais de 20 000 objectos.

## O parque
O domínio chamado Parque Ariana ocupava uma superfície de  45 hectares e encontra-se na margem direita do Lago Lemano em  Genebra. No testamento estava expressamente dito que "o seu pavão possa deambular livremente no parque", e que "o Senhor de La Rive aí seja enterrado e o parque seja aberto ao público" 
Foi no parque que se construíu o Palácio das Nações, sede da ONU em Genebra, organização que recebeu o prestigioso prémio de "Certificat de réserve naturelle" atribuído pela "Fondation Nature et Économie" pela maneira como cuida da biodiversidade do parque Ariana . Na ponte que liga a antiga ala do Palácio com o nove edifício, encontra-se o sarcófago do Gustave Revilliod de la Rive, tal como os desejos testamentais o exigiam . 